# Fjälostjärnarna (Överluleå socken, Norrbotten, 731927-177227)
Fjälostjärnarna är en sjö i Bodens kommun i Norrbotten och ingår i Altersundets huvudavrinningsområde.